# Mari Rantanen (Politikerin)

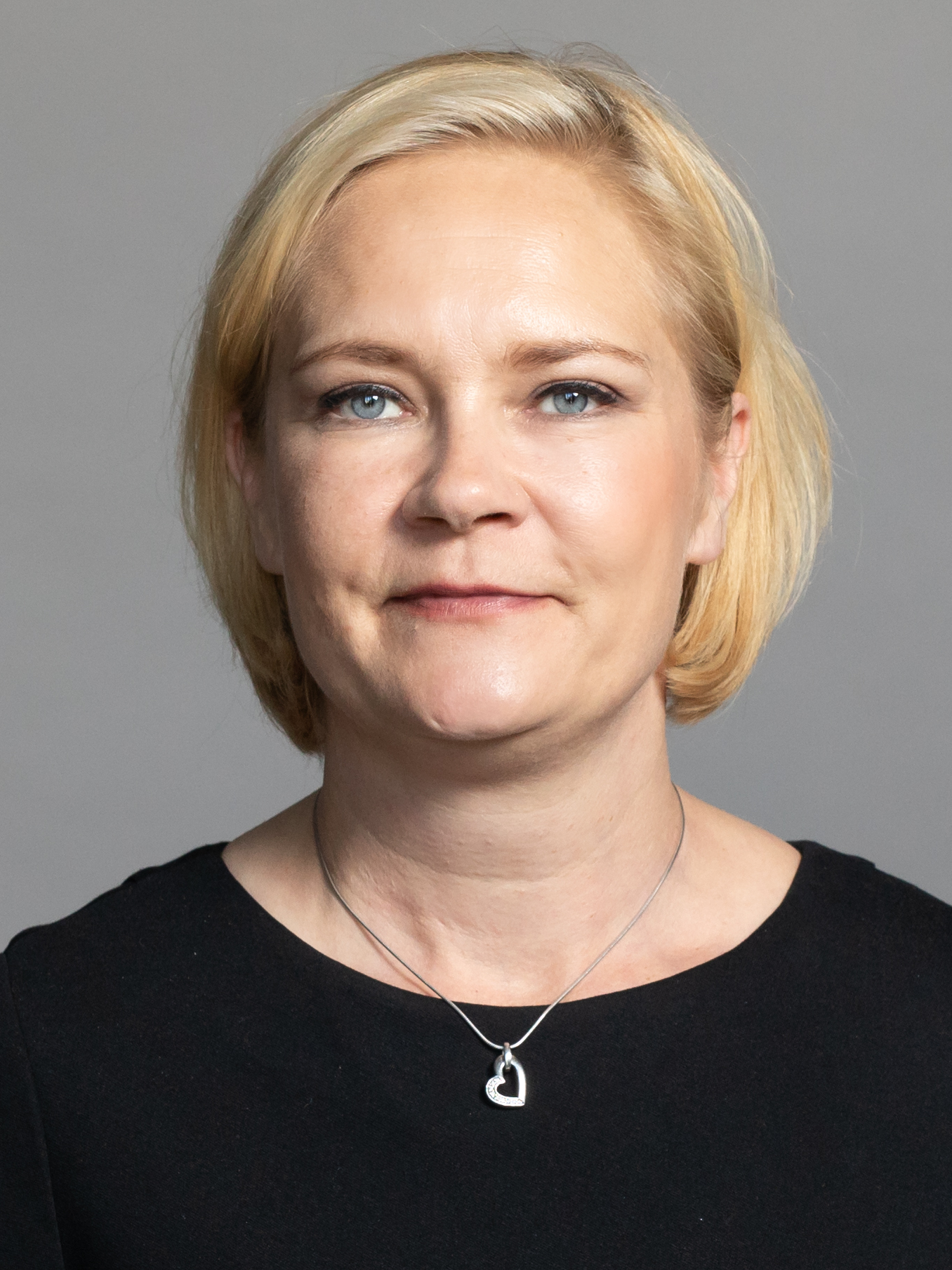
Mari Rantanen (2023)

Mari Rantanen (* 29. März 1976) ist eine finnische Politikerin der Perussuomalaiset (PeruS). Seit dem 20. Juni 2023 ist sie Innenministerin im Kabinett Orpo.

## Leben
Mari Rantanen absolvierte Ausbildungen als Krankenschwester, Rettungssanitäterin sowie zur Polizistin. Ab 2003 war sie als Sanitäterin tätig und von 2009 bis 2011 bei der Polizei.
Bei den Kommunalwahlen 2012 kandidierte sie für die Sozialdemokratische Partei Finnlands für den Stadtrat von Helsinki, 2014 wechselte sie zu der rechtspopulistischen Partei Die Finnen (finnisch Perussuomalaiset). Nach der Parlamentswahl in Finnland 2019 wurde sie am 17. April 2019 Mitglied des Finnischen Parlaments für den Wahlkreis Helsinki.
Bei der Parlamentswahl in Finnland am 2. April 2023 wurde ihre Partei unter der Parteivorsitzenden Riikka Purra hinter der Nationalen Sammlungspartei zweitstärkste Partei, Rantanen wurde am 20. Juni 2023 als Nachfolgerin von Krista Mikkonen Innenministerin im Kabinett Orpo unter Ministerpräsident Petteri Orpo.